# محوطه پارچین
محوطه پارچین مربوط به دوران‌های تاریخی پس از اسلام است و در شهرستان بوئین‌زهرا، روستای کریم آّباد واقع شده و این اثر در تاریخ ۱۰ مهر ۱۳۸۰ با شمارهٔ ثبت ۴۱۵۲ به‌عنوان یکی از آثار ملی ایران به ثبت رسیده است.